# Andriivka, Borîspil
Andriivka (în ucraineană Андріївка) este un sat în comuna Senkivka din raionul Borîspil, regiunea Kiev, Ucraina.

## Demografie
Componența lingvistică a localității Andriivka
     Ucraineană (98,22%)
     Rusă (1,18%)
Conform recensământului din 2001, majoritatea populației localității Andriivka era vorbitoare de ucraineană (98,22%), existând în minoritate și vorbitori de rusă (1,18%).